# Leonische Waren

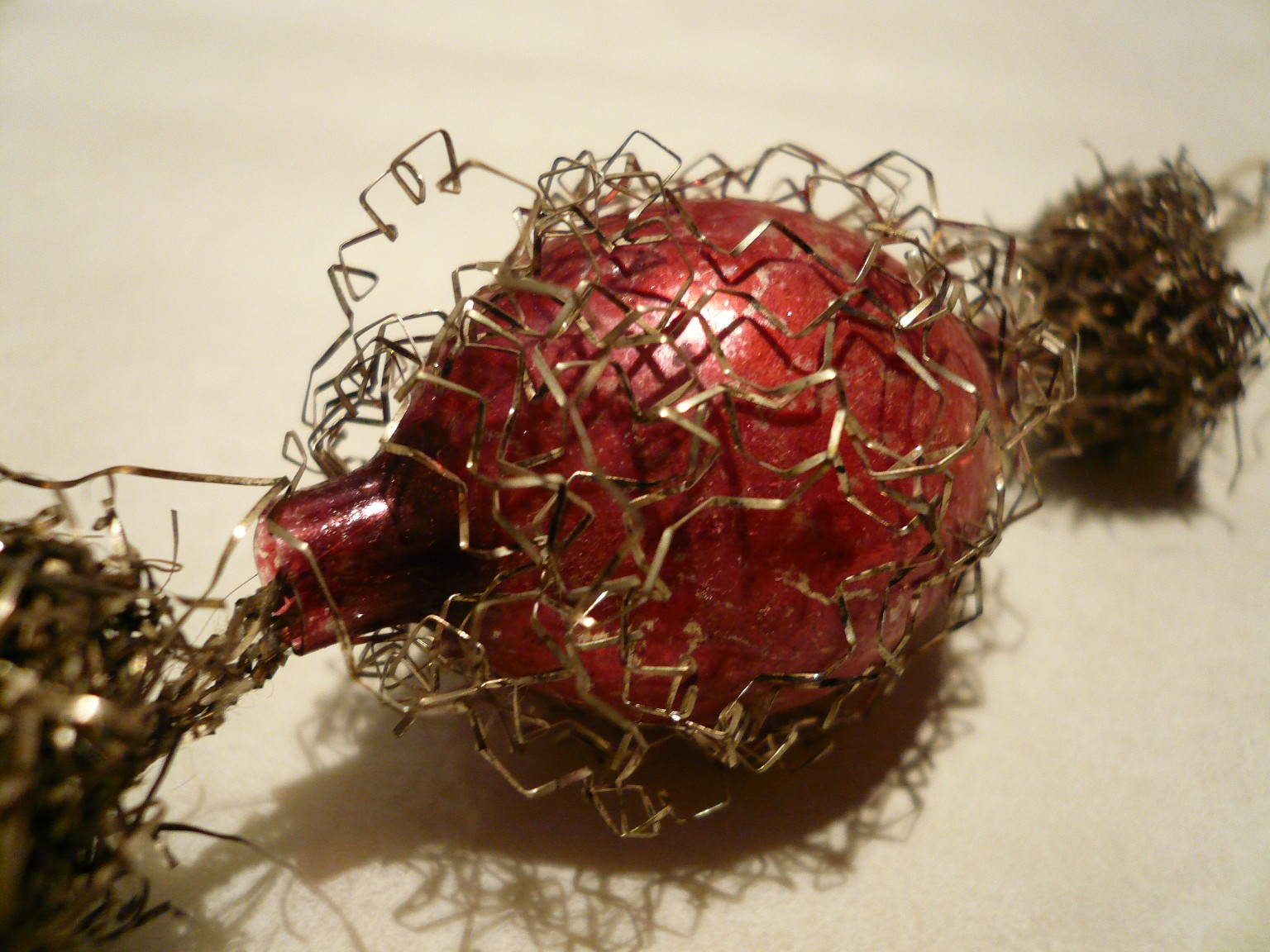
Weihnachtsbaumschmuck mit leonischem Draht (etwa 1920)

Leonische Waren waren ursprünglich die verschiedenartigsten Erzeugnisse, zu deren Herstellung man Drahtgeflechte, vornehmlich aus feinstem Messingdraht, verwendete.

## Begriff
Abgeleitet wird der Begriff leonische Waren von der Stadt Lyon in Frankreich, von der Renaissance im 15. Jahrhundert bis in die 1950er Jahre eines der bedeutendsten französischen Zentren des Webergewerbes, insbesondere der Seidenindustrie. In einigen Orten im deutschsprachigen Raum sind nämlich historische Erwähnungen von sogenannten „Lyon'schen Fabriken“ zur Herstellung von Fäden und dünnsten Edelmetalldrähten zum Verzieren von Stoffen zu finden, so zum Beispiel in Lägerdorf und Schwaz (Silberfäden). Häufig wird auch die Stadt León in Spanien als namensgebend angenommen, dort wurde jedoch erst in der Mitte des 18. Jahrhunderts durch König Ferdinand VI. eine königliche Manufaktur für Tuch- und Teppichweberei sowie Baumwollspinnerei gegründet und schon zwanzig Jahre später geschlossen. In den Jahrhunderten davor war León für die Verarbeitung der Wolle der Mesta-Schafe bekannt, die allerdings mit leonischen Waren nicht artverwandt ist. Ein anderer Hinweis auf die Wortherkunft ist die Tatsache, dass im Niederländischen die Begriffe „lyonsch draad“ und „lyonsche Draadfabrieken“ zu finden sind.
In Nürnberg soll 1570 oder 1569 ein aus Frankreich geflüchteter Hugenotte mit dem Namen Anthoni Fournier mit der ersten fabrikmäßigen Erzeugung begonnen haben. Die Wurzeln der in Nürnberg ansässigen Leoni AG, welche einige Jahrzehnte als "Leonische Drahtwerke AG" firmierte, gehen auf dieses Unternehmen zurück.

## Verwendung

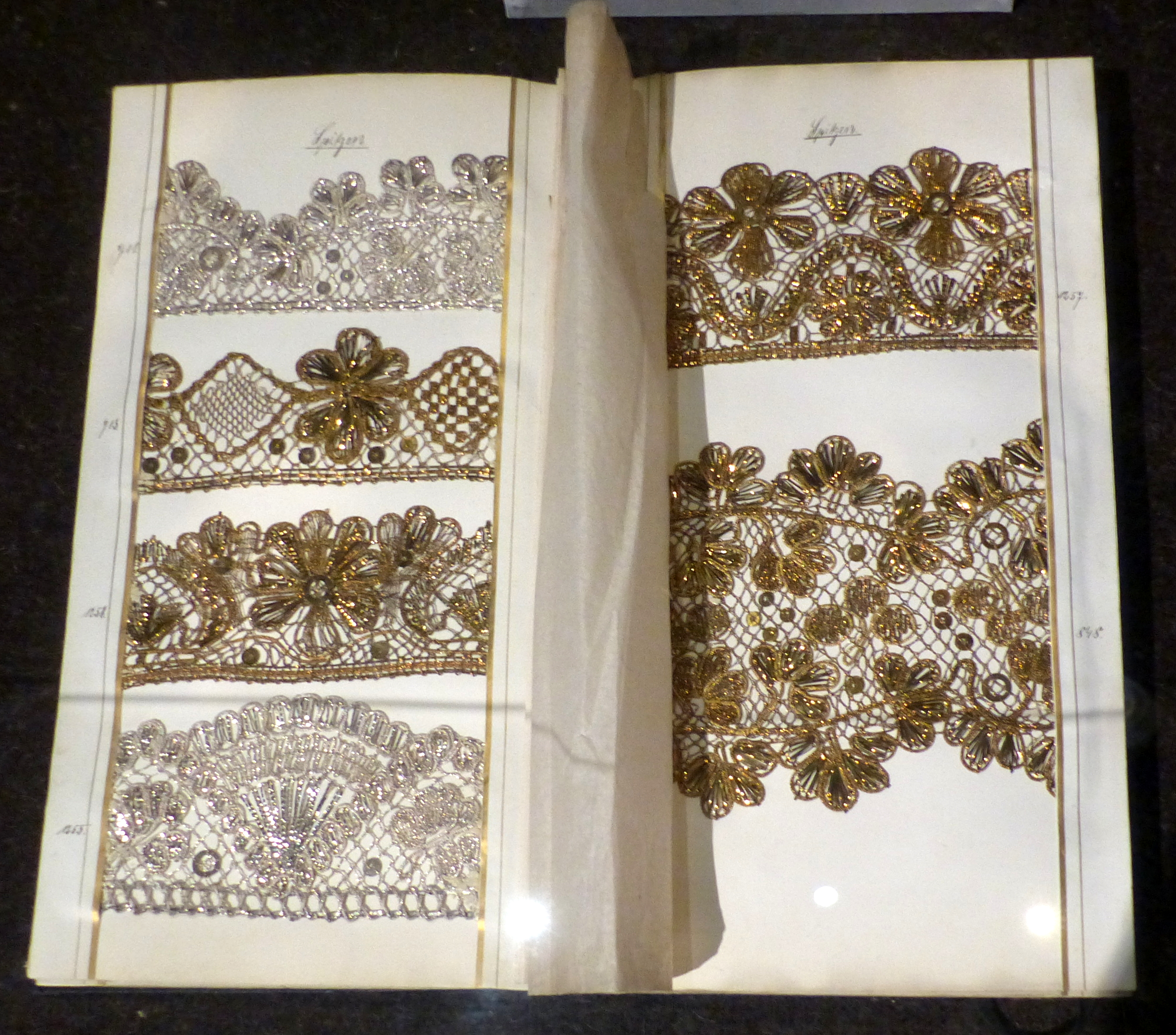
Musterbuch für leonische Drahterzeugnisse, Stadtmuseum Schwabach

Bekannt waren insbesondere in Haushalt und Technik benötigte Siebe (Teesiebe, Kaffeesiebe etc.). Auch mit für dekorative Zwecke versilberten und vergoldeten Drähten hergestellte Erzeugnisse wurden vermarktet. Insofern zählen zu den leonischen Waren außer Drähten sowohl Rauschgold, auch Blattgold oder leonisches Gold genannt, als auch Lahnfäden – ein mit ausgewalztem Metalldraht umwickeltes Garn. Leonische Drähte wurden bis 1920 häufig für Christbaumschmuck verwendet. In seiner glatten Form wurde das Material auch als Lametta auf Basis einer Zinnlegierung bekannt. Eine weitere historische Verwendung fand leonische Ware für die Stickerei von Posamenten.
Im Laufe des 20. Jahrhunderts fanden einige der in der Branche tätigen deutschen Unternehmen in der Herstellung von Kabeln und Kabelbäumen für die Automobilindustrie einen neuen Markt.

## Videos
- Leonische Ware aus Roth.[2]
- Stadt auf Draht – Das Fabrikmuseum Roth (Museen in Bayern Nummer 45).[3]